# 荒口町
荒口町（あらくちまち）は、群馬県前橋市の地名。郵便番号は379-2107。2013年現在の面積は1.77km2。

## 地理
赤城山南麓の末端にあたり、西部は荒砥川の左岸、東部は台地に位置している。

## 歴史
江戸時代頃からある地名である。はじめは大胡城主牧野氏領、元和2年に前橋藩領、明和5年に幕府領代官前沢藤十郎支配地、天明6年から山城淀藩領だった。

### 年表
- 1889年4月1日 町村制施行により、荒口村は荒子村、ニ之宮村、今井村、富田村、泉沢村、下大屋村、飯土井村、新井村、西大室村、東大室村と合併し南勢多郡荒砥村が成立する。
- 1896年4月1日 南勢多郡と東群馬郡が統合し勢多郡となる。
- 1957年2月20日 木瀬村と合併し城南村が成立する。
- 1967年5月1日 城南村が前橋市へ編入される。そのため前橋市荒口町となる。
- 2008年6月22日 国道17号（上武道路）の国道50号 - 群馬県道3号前橋大間々桐生線 間の開通に伴い、当町に初めて国道が通る事となる。

### 地名の由来
「あらくち」とは、新しい人、よそから移住してきた人々をさし、その人々が新しい集落を作ったので、「あらくち」と呼んだと考えられている。

## 世帯数と人口
2017年（平成29年）8月31日現在の世帯数と人口は以下の通りである。
| 町丁   | 世帯数  | 人口    |
| ------ | ------- | ------- |
| 荒口町 | 376世帯 | 1,054人 |

## 小・中学校の学区
市立小・中学校に通う場合、学区は以下の通りとなる。
| 番地 | 小学校             | 中学校             |
| ---- | ------------------ | ------------------ |
| 全域 | 前橋市立荒子小学校 | 前橋市立荒砥中学校 |

## 交通

### 鉄道
鉄道駅はない。

### 道路
国道17号（上武道路）が町の東部を南北に、群馬県道76号前橋西久保線が町の北部を東西に通っている。

## 施設
- 前橋総合運動公園
  - 前橋総合運動公園陸上競技・サッカー場
  - 前橋市民球場
- 真澄寺